# Атлантида (Хондурас)
Атлантида (шпански изговор: [aˈtlantiða]) је департман смештен на северној карипској обали Хондураса, Централна Америка. Главни град је лучки град Ла Сеиба.
У последњих неколико деценија туризам је постао најважнији легитимни економски извор за обално подручје. У 2005. години процењује се да је имала око 372.532 људи. Департман покрива укупну површину од 4.251 km².

## Историја
Департман је формиран 1902. године на територији која је претходно била део одељења Колон, Кортес и Јоро. Године 1910. имало је око 11 370 становника. Ла Сеиба је познат као град ноћног живота у департману Атлантида. Са туристима који долазе из целог света и уживају у лепом карипском времену и одмаралиштима на плажи, Ла Сеиба је преферирана дестинација. Још један важан град у тој области је Тела. Слично као Ла Сеиба, Тела има невероватна одмаралишта и позната је по забавама на плажи које овај град чине атрактивном дестинацијом. Сан Хуан Пуебло, градић на пола пута од Ла Сеиба Тела показује просперитет и брзо расте у један од најиндустријализованијих градова.

## Медицинска нега
Медицинска помоћ је доступна у болници Џангл, која се налази у селу Рио Вијехо, 20,1 km јужно од Ла Сеибе у долини Рио Кангрехал.
Једном годишње у јулу, тим из Southside Church of Christ у Роџерсу, Арканзас, долази у Атлантиду доносећи лекове на рецепт који обично нису доступни у тој области или су веома скупи. Овај напор у мисији подржава локално становништво, а хиљаде њих посећују постављене клинике.